# رون كارون
رون كارون هو مدرب هوكي جليد كندي، ولد في 19 ديسمبر 1929 في غاتينو في كندا، وتوفي في 9 يناير 2012 في مونتريال في كندا.

## وصلات خارجية
- رون كارون على موقع HockeyDB.com (الإنجليزية)